# Alcedo euryzona
Il martin pescatore fasciato (Alcedo euryzona (Temminck, 1830)) è un uccello coraciforme della famiglia degli Alcedinidi endemico di Giava, in quanto Alcedo peninsulae (diffuso in altre zone del sud-est asiatico e precedentemente considerato una sottispecie di A. euryzona) è considerato una specie distinta.

## Descrizione
Gli esemplari adulti di questa specie raggiungono i 17 cm di lunghezza. Le parti superiori del corpo presentano una colorazione nerastra con la gola bianco-giallastra e una fascia azzurra sul petto in entrambi i sessi, le parti inferiori sono di un giallo pallido nei maschi e arancioni nelle femmine. Durante il volo emette dei richiami acuti più stridenti rispetto a quelli del martin pescatore comune.

## Distribuzione e habitat
È riscontrabile esclusivamente a Giava. È una specie sedentaria presso torrenti a corrente lenta e fiumi che scorrono nella foresta a basse altitudini, anche se può spingersi fino a 1500 m di altitudine. L'accoppiamento è stato segnalato tra marzo e aprile.

## Conservazione
Vista la mancanza di registri recenti, si stima che il numero degli individui rimasti si aggiri tra i 50 e i 249 esemplari maturi; inoltre si ritiene che la popolazione sia in declino prevalentemente a causa dell'intensa deforestazione che si ha nelle zone di bassa altitudine e degli incendi non controllati anche in zone protette.